# 循环报道

循环报道两种基本形式示意图，其中虛线指最终审阅者无法看到的来源获取过程。在两种情况下，第一手来源（上方）会以两个独立来源的形式呈现给最终审阅者（下方）。

循环报道，又称虚假确认，是来源批判的情况之一，指一条消息以貌似出自多个独立来源的形式出现，实际上仅出自单一来源。部分情况中，该问题由其他媒體搜集信息時過於草率而引起。然而在其他情形下，这个情况可能是由原创者故意捏造多個相似內容的來源，目的是增强人民对其信息的信任。
循环报道问题会在不同领域出现，包括情报搜集、新闻和学术研究。尤其在军事情报方面，由于原始来源传递错误信息的可能性非常高，加上报告链条更容易被遮盖，该问题受到特别关注。2002年尼日尔铀伪造品事件是情报部门循环报道的经典实例。

## 维基百科的例子

维基百科与媒体进行循环报道的图解

维基百科偶尔会被批为循环报道的来源。因此，维基百科建议研究人员和记者警惕或尽量避免使用维基百科作为直接来源，而把焦点放在一篇條目中有参考资料而且经验证的內容。在下列实例中，由于循环报道，不实信息在维基百科和新闻来源中传播。兰德尔·门罗在他的讽刺漫画《Xkcd》中将这一现象称为“引文生成反應”（Citogenesis）。
- 维基百科与《北方回声报》：2014年1月，一位匿名用户在英国喜剧演员兼广告节目主持人戴夫·格罗曼（英语：Dave Gorman）的条目中添加了一段论述，称“他因受赞助商邀请参加环太平洋国家的搭便车之旅而告假”。就在这个说法遭受质疑时，东北英格兰地方日报《北方回声报》于之后（2014年9月）发表文章，引用该条目为证明。最终，格罗曼于2016年11月22日在他的英国电视节目《戴夫·高曼：畅享现代生活（英语：Dave Gorman: Modern Life Is Goodish）》中亲自确认该消息係捏造[9]。
- 维基百科与《明镜》：2009年针对卡尔－特奥多尔·楚·古滕贝格[10][11]。
- 维基百科与《独立报》：2007年，有假消息称沙查·巴隆·科恩在高盛上班[12]。
- 维基百科与Coati：2008年，一名美国学生在修订英文维基百科的Coati（英语对南美浣熊亚族——包含长鼻浣熊属与南美浣熊属——物种共通的俗称）条目时增加内容“也被称为......巴西土豚”，致使随后许多人引用或是用这一未经证实的昵称，使其成为广泛共识，包括《独立报》[13]、《每日快报》[14]、《地铁报 (英国)》[15]、《每日电讯报》[16] 、芝加哥大学出版的一部著作[17]及剑桥大学出版的一份学术论文[18]。